# Halo: Combat Evolved
Halo: Combat Evolved — компьютерная игра в жанре шутера от первого лица, разработанная компанией Bungie и изданная Microsoft Game Studios для игровой приставки Xbox в 2001 году. Halo была выпущена одновременно с этой приставкой среди самых первых игр для неё. В 2003 году вышли версии игры для Windows и macOS. Действие Halo происходит в научно-фантастической вымышленной вселенной в далёком будущем, где идёт космическая война между людьми и инопланетянами. Игрок управляет суперсолдатом-киборгом Мастером Чифом, которому помогает искусственный интеллект Кортана. В течение игры Мастер Чиф обследует Ореол — астроинженерное сооружение в виде огромного кольца.
Студия Bungie разрабатывала Halo с 1997 года сначала как стратегию в реальном времени, потом как шутер от третьего лица и, наконец, как шутер от первого лица. Во время разработки компания Microsoft приобрела Bungie и превратила Halo в одну из первых игр для своей первой игровой приставки Xbox. Halo получила высшие оценки прессы и добилась большого коммерческого успеха — к ноябрю 2005 года её общие продажи превысили 6 миллионов копий. Игра попадала в списки лучших игр в истории и в 2017 году была включена во Всемирный зал славы видеоигр. В 2004 году была выпущена игра-продолжение Halo 2. В последующие годы серия Halo превратилась в обширную медиафраншизу, включающую в себя игры, книги, телесериал и другие произведения. В 2011 году вышла обновлённая версия игры — Halo: Combat Evolved Anniversary, позже вошедшая в сборник Halo: The Master Chief Collection.

## Игровой процесс

Мастер Чиф сражается с Ковенантами.

Halo представляет собой шутер от первого лица с достаточно традиционным для этого жанра игровым процессом. Игрок управляет персонажем Мастером Чифом с видом от первого лица; в некоторых местах Halo — например, при управлении транспортом в качестве водителя или стрелка — игра переключается на вид от третьего лица. Компания-разработчик Bungie на момент выхода описывала её как «командную экшн-игру». В сюжетном однопользовательском режиме один игрок – или два игрока, действующих как напарники — проходит через последовательность уровней, сражаясь с врагами-инопланетянами. В многопользовательских режимах друг с другом могут играть от 2 до 16 игроков. Игра содержала пять основных многопользовательских режимов: Capture The Flag, King of the Hill, Slayer, Oddball и Racing, и у каждого режима существовало множество вариантов-«пресетов».
В игре используется 4 уровня сложности: Легкий, Нормальный, Героический и Легендарный. Изменение уровня сложности влияет на игровой баланс, который выражается в количестве врагов, крепости брони, тактике противника и некоторых игровых диалогах.
В отличие от большинства шутеров, главный герой может иметь при себе только два вида стрелкового оружия. Игра требует тактического подхода, так как количественное и технологическое преимущество на стороне противника. Также имеются два типа гранат — осколочная и плазменная. Плазменные гранаты могут «прилипать» к живым существам и транспорту — причём удалить их уже не получится. Осколочные обладают большей разрушительной силой, радиусом поражения и временем срабатывания.
Джон-117 носит боевой экзоскелет Мьёльнир, который значительно увеличивает силу, ловкость и рефлексы. Броня также генерирует энергетический щит, защищающий от повреждений. Щит слабеет от выстрелов, ударов и взрывов, но постепенно восстанавливается при отсутствии повреждений. Потерянное здоровье можно восполнять с помощью аптечек.
Человеческое оружие немногим отличается от современного. Огнестрельное оружие плохо работает против энергетических щитов, но очень хорошо против незащищённых врагов. Оружие пришельцев — наоборот. Протагонист может подбирать и использовать любое оружие, кроме энергетических мечей и топливных пушек — они отключаются или взрываются после смерти владельцев. В игре предоставляется возможность управлять транспортными средствами. Человеческие машины: внедорожник «Бородавочник» и танк «Скорпион» — позволяют пехоте садиться в машину и стрелять, пока ими управляет игрок. Транспорт пришельцев: антигравитационный мотоцикл «Призрак» и истребитель «Баньши» — одноместные и обладают ограниченным здоровьем, в отличие от машин людей, уничтожить которые в игре невозможно. Также присутствует танк «Привидение», но возможность управлять им отсутствует.

## Сюжет
Halo — игра с линейным повествованием в духе научно-фантастических боевиков, напоминающим фильм «Чужие». Действие игры происходит в будущем, где человечество ведёт космическую войну с Ковенантом, союзом инопланетных рас, которые хотят истребить людей по религиозным причинам. Незадолго до событий игры Ковенант атаковал колонизированную людьми планету Предел. В начале игры человеческий космический корабль «Столп Осени», спасаясь с Предела, делает наугад «сверхсветовой прыжок» в неисследованную часть галактики и оказывается у Ореола — кольцеобразной мегаструктуры. По имеющимся у людей сведениям, Ковенант считает Ореол религиозной реликвией, оставленной вымершей расой Предтечей. Вместе с тем, Ореол также расценивается как некое оружие, способное серьёзно повлиять на исход войны между людьми и ковенантами.
Оказавшись у Ореола, «Столп Осени» подвергается массированной атаке флота Ковенанта, находящегося неподалёку. Незадолго до этого капитан Киз приказывает пробудить спартанца Джона-117 («Мастер Чиф») из криосна для подготовки к высадке на поверхность кольца. Отбив абордажную атаку ковенантов, Чиф и Кортана высаживается на Ореол вместе с первой волной десантников. «Столп Осени», получив тяжёлые повреждения, совершает аварийную посадку. Перед Чифом и Кортаной стоит задача — захватить пункт управления системами кольца, тем временем Киз во главе другой группы направляется в хранилище, в котором может находиться оружие для борьбы с Ковенантом. В пункте управления Кортана подключается к системе Ореола и тут же приказывает Чифу немедленно выдвинуться к Кизу, пока тот не вскрыл хранилище. Однако спартанец не успевает: хранилище оказалось карантинной зоной, сдерживающее распространение паразитной формы жизни под названием «Потоп», которая и погубила всю расу Предтечей. Захваченные ею тела людей и ковенантов теперь полностью заполнили хранилище и Потоп вновь начал распространяться, уничтожая и тех и других. На контакт с Чифом выходит смотритель Ореола (известного также как Установка 04) — ИИ «343 Виновная Искра», который запрашивает у спартанца помощь активировать защитные системы кольца для сдерживания распространения Потопа. Вместе они углубляются в комплекс хранилища и извлекают «Индекс» — ключ для активации Ореола. После этого они телепортируются в пункт управления, однако тут вмешивается Кортана, забирая Индекс. Выясняется, что Ореол — одно из сети подобных мегасооружений Предтеч (называемых мирами-крепостями), призванных остановить распространение Потопа путём уничтожения источника пищи, то есть тотального геноцида в равной степени как людей, так и рас Ковенанта. «343 Виновная Искра» не отрицает этого и требует активировать Ореол. После конфронтации с силами кольца, Кортана предлагает уничтожить Ореол путём перегрузки реакторов разбившегося «Столпа Осени», чтобы тем самым остановить распространение Потопа и активацию древнего оружия. Для этого необходимо получить нейроимплант капитана Киза, который предположительно находится на борту ковенантского крейсера «Истина и Примирение», осажденного «Потопом». Добравшись до мостика, Мастер Чиф находит останки Киза, уже поглощённого Потопом, и извлекает нейроимплант, после чего сбегает с вражеского корабля.
Мастер Чиф добирается до уже заражённого «Потопом» «Столпа Осени» и пробившись на мостик, запускает самоуничтожение, однако «343 Виновная Искра» вмешивается в его план и останавливает процесс. Тогда Чиф с тяжёлыми боями добирается до инженерного отсека, вручную перегружает реакторы корабля и в последний момент успевает покинуть кольцо. Мощнейший взрыв корабля раскалывает Ореол надвое. В финальной сцене Кортана утешает опечаленного гибелью всего экипажа «Столпа Осени» Чифа, тем, что эти жертвы были не напрасны — всё ради Земли. Однако спартанец возражает: их борьба ещё только начинается и для победы им ещё многое предстоит сделать. В сцене после титров «343 Виновная Искра» парит в космосе, пережив разрушение кольца.

## Разработка

### Стратегия в реальном времени
Bungie начала разрабатывать Halo как побочный проект в 1997 году, сразу после выхода стратегии Myth: The Fallen Lords и параллельно с разработкой её продолжения Myth II: Soulblighter. В это время Bungie была небольшой студией, в которой работало 12-15 человек, из них над Halo трудились лишь двое — дизайнер Маркус Лехто и сооснователь студии Джейсон Джонс, позже ставший руководителем проекта. Джонс задумывал Halo как игру наподобие Myth, то есть стратегию в реальном времени, но оформленную уже в духе не фэнтези, а научной фантастики наподобие StarCraft. Лехто и Джонс рассчитывали сделать инновационную стратегию — без утомительного менеджмента ресурсов и с использованием физического движка, так, чтобы военная техника двигалась «как настоящая», и игрок должен был бы учитывать трёхмерный рельеф местности. Таким образом, транспортные средства в концепции игры были с самого начала. Для 1997 года сама идея свободной езды на машине по пересечённой местности в трёхмерном мире казалась чем-то новым и необычным: в это время существовали и гоночные игры, и трёхмерные шутеры, но эти жанры почти не пересекались.
На очень ранних этапах создания игры Halo, как и Myth, имела вид сверху или изометрическую проекцию, где камера была отдалена от происходящего на экране. В кадре присутствовало множество бойцов и техники — космические десантники сражались с инопланетянами. На этом этапе появился и будущий Мастер Чиф — «человек-танк» в тяжёлой броне. Его первая модель были очень примитивной и угловатой — в ней было лишь около 400 полигонов. Чтобы упростить создание уровней, где действие происходило внутри помещений, сотрудники Bungie создавали множество «примитивов» — секций наподобие комнат и коридоров, которые стыковались друг с другом. Пытаясь придумать новые способы управления, сотрудники Bungie создали режим, в котором камера «привязывалась» к одному бойцу с видом сзади — можно было, например, смотреть, как он едет по холмам во внедорожнике «Вепрь». Это выглядело так интересно, что студия загорелась желанием создать игру, где можно было бы управлять автомобилем напрямую.

### Шутер от третьего лица
К лету 1998 года будущая Halo уже представляла собой шутер с видом от третьего лица; в ней было одно огнестрельное оружие, стреляющее гранатами, и гидроцикл «Дузи», на котором можно было пересекать водоёмы. Распространение 3D-ускорителей позволяло делать необычайно эффектную по тем временам трёхмерную графику с большим количеством частиц и отражениями на воде. По воспоминаниям дизайнера Джейме Гризеймера, над игрой в это время трудилось уже восемь или девять человек. Гризеймер на первых порах занимался добавлением в игру нового оружия — дробовика, снайперской винтовки и тому подобного. Разработчики создали многопользовательский режим с двумя командами по четыре человека, в который каждый день, закончив в 16:00 работу, играли друг против друга. Джонс придумывал для многопользовательской игры и новые режимы и механики — например, забавный «суперпрыжок», в котором чем дольше игрок удерживал кнопку приседания, тем выше взлетал бы персонаж.
Первоначально сотрудники Bungie неофициально называли будущую игру Monkey Nuts (с англ. — «Обезьяньи яички»), чуть позже Джонс поменял это неприличное название на более благообразное — Blam!: Джонсу не хотелось говорить собственной матери, что он на работе делает игру под названием Monkey Nuts. Для показа на Macworld Expo игре нужно было придумать «настоящее» название — Bungie привлекла для этой цели профессиональную брендинговую компанию, которая предлагала сотни возможных вариантов и в итоге остановилась на названии Covenant. Было даже сделано несколько логотипов с этим названием. Художник Пол Рассел на совещании, где обсуждалось название игры, заявил, что «Covenant — глупое название», и предложил пять-шесть своих вариантов, среди которых было и Halo (с англ. — «ореол, нимб»). Композитор Мартин О’Доннелл вспоминал, что оно поначалу никому не понравилось, но Рассел написал это слово маркером на доске, и Джейсон Джонс или кто-то другой сказал «вот оно!». Это название было простым и создавало именно то ощущение тайны, которое разработчики надеялись придать всей вселенной игры.
Halo должна была выйти для компьютеров Mac компании Apple. Проект первоначально показали на выставке Electronic Entertainment Expo (E3) в 1999 году — пока что за закрытыми дверями и под подписку о неразглашении. На выставке Macworld Expo в июле 1999 года игра уже была анонсирована официально — на этот момент Halo представляла собой шутер от третьего лица. Питер Тамте, новый исполнительный вице-президент Bungie, перешёл в студию из Apple и помог устроить сотрудникам студии встречу со своим бывшим начальником Стивом Джобсом. Перед Macworld Expo сотрудники студии показали руководителю Apple техническую демоверсию игры, созданную на OpenGL. Они делали особый упор на графические технологии — выход из помещения на большое открытое пространство и блики от солнца, подчеркивая, что эта графика создается и выводится на экран в реальном времени. В этих отношениях Halo опережала современные ей игры. Джобс не только одобрил проект, но благодаря уговорам Танте сам представил со сцены и Halo, и студию Bungie — это привлекло к игре и ее разработчикам внимание прессы. Реакция публики на первый официальный показ была восторженной. По словам Танте, студия ещё не потратила ни доллара на рекламу, а Halo только благодаря показу на выставке вошла в пятёрку самых ожидаемых игр «на трёх континентах».

### Microsoft и Xbox
Несмотря на успех Halo на выставке, финансовые дела Bungie обстояли неважно — Танте и глава компании Алекс Серопян сознавали, что студия находится на грани банкротства, и искали, кому можно её продать. Это было не так легко, поскольку Bungie была частной компанией, у неё не было акций, которые торговались бы на бирже. В январе 2000 года компания-издатель Take Two пригласила Серопяна и Танте, а также руководителей Rockstar Games братьев Хаузеров на встречу с представителями компании Microsoft. Microsoft собиралась запустить свою собственную игровую приставку Xbox, и глава Microsoft Game Studios Эд Фрайс искал для неё подходящие игры. После очередного показа Halo на очередной выставке E3 летом 2000 года этот интерес со стороны Microsoft стал ещё больше. Компании успешно заключили сделку по приобретению — Bungie превратилась во внутреннюю студию Microsoft, её офис переехал из Чикаго в кампус Microsoft в Сиэтле, и Halo разрабатывалась теперь уже для Xbox как эксклюзивная игра — она должна была выйти только на этой приставке и нигде больше. Хотя Bungie продолжала в то же время работать над ещё одной стратегической игрой под рабочим названием Phoenix, весной 2001 года имеющиеся силы были переброшены на Halo. В отличие от FASA, другой чикагской компании, которая прекратила свое существование после такой же покупки Microsoft и переезда в Сиэтл, Bungie удалось сохранить прежнюю организационную структуру.
Halo также стала шутером уже не от третьего, а от первого лица. На эту перемену повлияла смена устройства управления с клавиатуры и мыши на геймпад: по словам Лехто, игра с управлением с геймпада ощущалась слишком «отдалённой и отделённой» от игрока. Вид от первого лица позволил бы теснее связать игрока с персонажем и миром, который он исследует. Гризеймер занялся переработкой управления под геймпад с двумя аналоговыми стиками. Этот процесс включал в себя изучение движений персонажа и написание программного кода для его интерпретации — игра должна была помогать игроку целиться и избегать вражеских выстрелов, но эта помощь должна была быть неявной. Многие дизайнерские решения были приняты с учётом технических ограничений: так, персонаж в Halo может носить с собой только два вида оружия — это значит, что между ними можно переключаться нажатием одной кнопки, и не нужно было каждый раз ждать, пока загрузится анимация и текстуры следующего оружия.
По воспоминаниям Фрайса, Microsoft Game Studios не знала, какие проекты окажутся успешными, а какие нет — в какой-то момент компания работала одновременно с 30-40 играми для Xbox и персональных компьютеров. Она возлагала большие надежды на дорогостоящий фильм Стивена Спилберга «Искусственный разум» — у Microsoft Game Studios в разработке находились три игры по этому фильму, и все они были в итоге отменены. После неудачи с «Искусственным разумом» Microsoft Game Studios решила сделать ставку на Halo как «главную» игру для будущей консоли: другие кандидаты, как Oddworld: Munch’s Oddysee или Azurik: Rise of Perathia, казались либо слишком странными, либо недостаточно качественными. Генеральный менеджер Microsoft Game Studios Стюарт Моулдер надеялся, что Halo станет чем-то вроде Chevrolet Corvette — не обязательно самой коммерчески успешной игрой, но самой престижной и привлекательной, которую бы всем хотелось иметь. Этот выбор был рискованным: Bungie в прошлом занималась только играми для персональных компьютеров, и Halo не напоминала привычные консольные игры. Привлечённые Microsoft маркетологи предлагали изменить название игры, настаивая на том, что Halo «ничего не значит» или «значит что-то глупое» на иностранных языках; что оно звучит «женственно», тогда как игра должна продавать образ суперсолдата. Этот многомесячный спор закончился компромиссом — Bungie сумела сохранить название Halo, но к нему был добавлен подзаголовок Combat Evolved, который уже разработчики считали глупым, ничего не говорящим и даже не совсем правильным с точки зрения грамматики.

### Сценарий и озвучивание
На этом этапе игре срочно потребовался сюжет — его все ещё не было. Осенью 2000 года в течение нескольких недель разработчики сделали общие намётки повествования, чтобы предварительно продумать структуру сюжетной кампании. Джейсон Джонс задал несколько основных сюжетных моментов, которые обязательно должны быть в игре — например, появление Потопа. Лехто выписал названия миссий на карточки и пришпилил кнопками к доске — этих карточек оказалось около 40, слишком много для отведённых на разработку сроков. Нарративной частью игры занимался Джозеф Стейтен, указанный в титрах как «режиссёр кинематографических роликов». Сам Стейтен шутливо называл себя «человеком с клейкой лентой» — он «склеивал» друг с другом разрозненные миссии, заполняя «зияющие дыры» там, где из повествования убрали целые запланированные ранее уровни. Из-за ограниченных сроков разработки некоторые уровни также используются повторно — игрок просто движется по немного изменённой карте в другом направлении. Эта идея принадлежала Лехто — по его словам, иначе бы студия не уложилась в сроки.
Стейтен также привлёк в компанию актрису Джен Тейлор, которая озвучила Кортану — Стейтен и Тейлор были друзьями и когда-то учились вместе. Само имя «Кортана» для искусственного интеллекта было придумано Стейтеном по аналогии с Marathon, более старой игры Bungie — там появлялся похожий искусственный интеллект по имени Дюрандаль: и Дюрандаль, и Кортана — рыцарские мечи из «Песни о Роланде». Несколько карикатурный образ сержанта Джонсона был позаимствован из фильма «Чужие»; этот персонаж должен был быть второстепенным, но озвучивавший сержанта актёр Дэвид Скалли сымпровизировал множество реплик. Они так нравились разработчикам, что в код игры вписали «адаптивное» озвучивание — в нужных местах система случайно выбирала реплику Джонсона из нескольких доступных вариантов. Имя Мастеру Чифу придумали с помощью мозгового штурма: писатель Эрик Найланд, которому поручили работу над новеллизацией игры, дал ему имя «Джон», но для компьютерной игры такое имя не подходило. Было решено называть персонажа воинским званием: художник Роб Макклиз настоял на том, что это должно быть военно-морское звание, так как герой — морской пехотинец, и что оно должно быть не слишком высоким — старшие офицеры не участвуют в боях лично. В итоге разработчики остановились на звании мастер чиф-петти-офицер. Мастер Чиф в игре почти не разговаривает, но реплики у него всё-таки есть: Стейтен считал, что персонаж не должен быть пустой оболочкой для игрока, и что можно реализовать роль протагониста в сценарии лучше, чем это было сделано с Гордоном Фрименом в Half-Life. Он стремился наделить Мастера Чифа индивидуальностью, используя простые средства — так персонаж приобрёл характерную склонность к мрачному юмору.

## Выпуск
| Сводный рейтинг       | Сводный рейтинг     | Сводный рейтинг     |
| Издание               | Оценка              | Оценка              |
| Издание               | PC                  | Xbox                |
| --------------------- | ------------------- | ------------------- |
| GameRankings          | 85,93 %             | 95,54 %             |
| Metacritic            | 83/100 (40 обзоров) | 97/100 (68 обзоров) |
| MobyRank              | 80/100              | 94/100              |
| Иноязычные издания    |                     |                     |
| Издание               | Оценка              | Оценка              |
| Издание               | PC                  | Xbox                |
| 1UP.com               | B+                  | A+                  |
| AllGame               | [ 17 ]              | [ 18 ]              |
| GameRevolution        |                     | A                   |
| GameSpot              | 9/10                |                     |
| GameSpy               | [ 21 ]              | [ 22 ]              |
| IGN                   | 8,2/10              | 9,7/10              |
| Русскоязычные издания |                     |                     |
| Издание               | Оценка              | Оценка              |
| Издание               | PC                  | Xbox                |
| Absolute Games        | 60 %                |                     |
| PlayGround.ru         | 6/10                |                     |
| «Домашний ПК»         | [ 26 ]              |                     |
| «Игромания»           | 8,0/10              |                     |
| «Страна игр»          |                     | 9,5/10              |
| Награды               |                     |                     |
| Издание               | Награда             | Награда             |
| GameSpy               | Editors' Choice     | Editors' Choice     |
| IGN                   | Editors' Choice     | Editors' Choice     |
| ЛКИ                   | Орден журнала       | Орден журнала       |

До 2000 года игра разрабатывалась для Windows и mасOS. 19 июня Microsoft заявила о покупке Bungie Studios. Чуть позже представители разработчика подтвердили, что игра становится эксклюзивом для ещё не вышедшей приставки Xbox. Тем не менее, через два года после выхода на Xbox игра все же вышла на Windows и macOS.
15 ноября 2011 эксклюзивно для Xbox 360 вышло обновленное издание этой игры под названием Halo: Combat Evolved Anniversary. Игра предложила игрокам полностью обновленную графику, обновленную кампанию, заточенный под современный Xbox Live мультиплеер и кооперативный режим. Разработчиком обновленной версии является студия 343 Industries.